# Robert Markham
Robert Markham es un seudónimo creado por Glidrose Publications a mediados de 1960. Por 1967, Glidrose, el editor de la serie de novelas creadas por Ian Fleming, había agotado el material disponible escrito por Fleming hasta su muerte, ocurrida en 1964. Deseando dar continuidad a la altamente rentable franquicia, de novelas sobre James Bond los productores decidieron comisionar una serie de nuevas novelas a distintos escritores, las cuales serían publicadas bajo un único nombre de autor, acreditado como "Robert Markham".

## Kingsley Amis
Tras la muerte de Ian Fleming el 12 de agosto de 1964, los derechos de las novelas de Bond quedaron en manos de Glidrose Publications (hoy Ian Fleming Publications). Después de que Glidrose lanzara las obras restantes de Fleming — El Hombre de la Pistola de Oro y Octopussy and The Living Daylights — decidieron comisionar una secuela con el fin de conservar los derechos del producto Bond. Eligieron aa Amis para escribir la primera novela de continuación Bond; Amis había producido previamente The James Bond Dossier, un análisis crítico de los libros de Bond — bajo su propio nombre y The Book of Bond, un irónico manual para los futuros agentes, utilizando el seudónimo de "Teniente Coronel William ('Bill') Tanner".
Para el seudónimo, Peter Fleming - hermano de Ian Fleming - sugirió inicialmente "George Glidrose". Jonathan Cape rechazó este nombre, alegando que no tenía poder de venta o publicidad. Luego fue elegido Markham. A pesar de ello, la participación de Amis como autor de la continuación no era un secreto; ediciones americanas del libro identificaban a Amis como el autor, aunque seguía siendo el principal crédito a Robert Markham.

### Ideas futuras
Amis visitó México en enero de 1968. De esta experiencia creció la idea de otra historia de Bond. Según el New York Times Book Review, "El señor Amis nunca mueve por el aire y cultivó sus propias deficiencias - su frase - fue de St. Louis a la ciudad de México por tren. En el camino, recordó que Bond amaba los trenes (Desde Rusia con amor) y se encontraba planeando un asesinato en un tren. Entonces mientras su tren avanzaba, allí se produjo la sentencia inevitable, a Bond nunca le había gustado Acapulco." La trama se centraba alrededor de las tensiones entre Honduras Británica y Guatemala sobre reclamaciones rivales a México. Una historia de Associated Press también implicaba que Amis podría haber matado a Bond definitivamente. Según el artículo, un barman empuñando una bazuca le dispararía a Bond en un tren en México.
Amis era inconsistente en si esto resultaría en una novela o un cuento corto. La historia de Associated Press de 1970 afirmó que sería el próximo libro de Amis. No obstante en una carta de 1968 a Robert Conquest, Amis estipula claramente que solo sería una historia corta. Amis se acercó también a Glidrose con una idea para una historia corta de Bond que habría ofrecido un Bond de 70 años de edad saliendo de retiro para una última misión, pero el permiso no le fue concedido.
- Datos: Q5142721